# Abraham Verhoeven

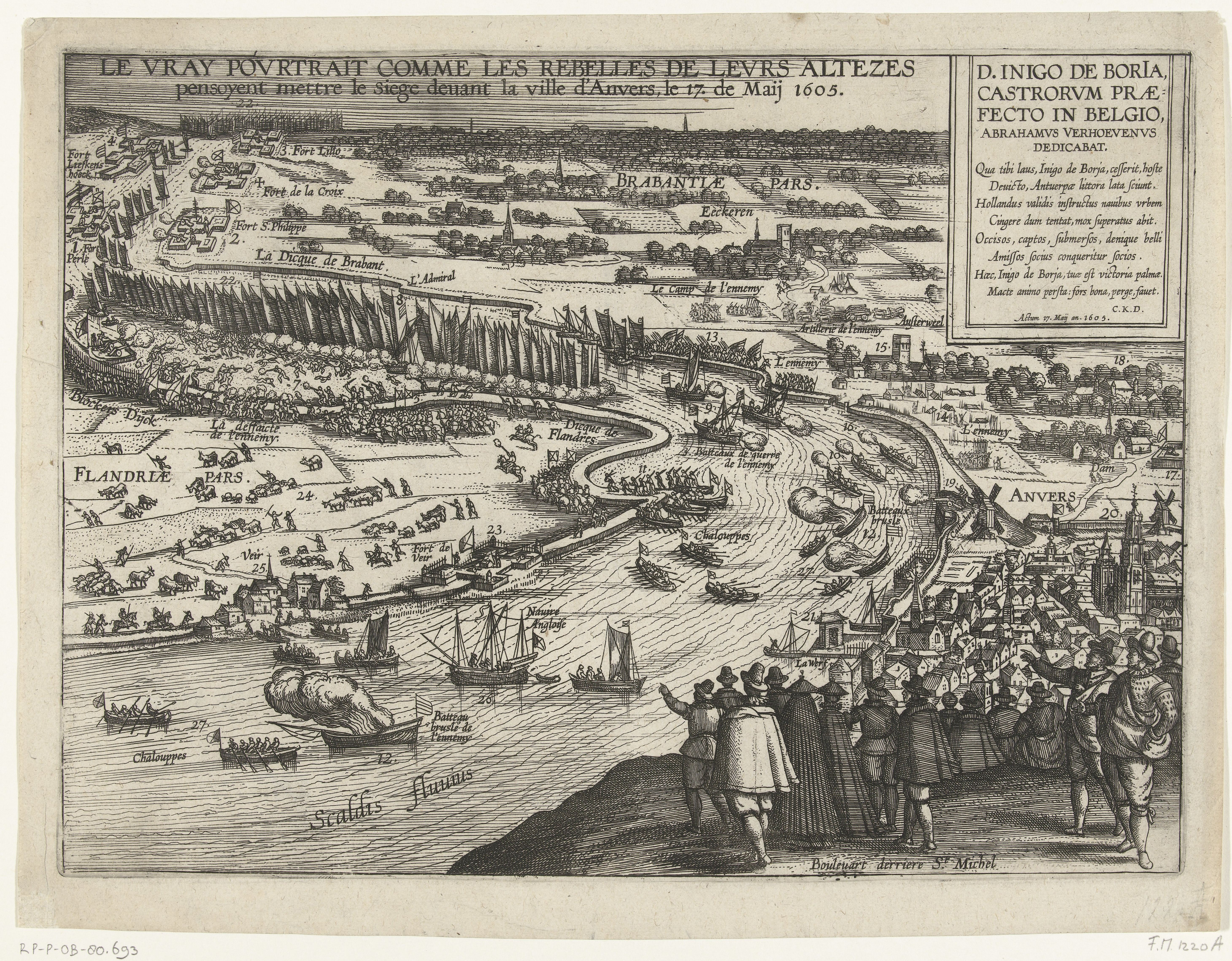
Íñigo de Borja đánh đuổi quân đội Hà Lan đang cố gắng đổ bộ gần Antwerp, ngày 17 tháng 5 năm 1605, tranh do Abraham Verhoeven xuất bản

Abraham Verhoeven (1575 – 1652) là nhà xuất bản tờ báo đầu tiên của miền Nam Hà Lan (nay là nước Bỉ).
Năm 1605, ông nhận được giấy phép in tin tức về chiến thắng quân sự trên bản khắc gỗ hoặc bản đồng. Sau đó, ông không chỉ sản xuất các bản in mà còn với tần suất ngày càng tăng các tập sách nhỏ chuyên đăng tin tức có tranh minh họa. Từ đầu năm 1620, ông đã gia hạn giấy phép với những điều khoản rộng hơn và bắt đầu in các tập sách tin tức của mình thành một bộ duy nhất. Là một tờ báo được in thường xuyên, đây là tờ báo đầu tiên của miền Nam Hà Lan. Đây cũng là tờ báo đầu tiên có tranh minh họa thường xuyên và là tờ báo đầu tiên in tiêu đề trên trang nhất. Tờ báo này không có tên hoặc tiêu đề nhất quán và được biết đến với cái tên Nieuwe Tijdinghen, một danh hiệu có hiệu lực hồi tố do giới sử học và nhà viết thư mục đặt tên cho nó. Tuy nhiên, Thư viện Anh lại liệt kê bộ sách được lưu giữ dưới cái tên Antwerp Gazette.
Việc xuất bản Nieuwe Tijdinghen chấm dứt vào năm 1629, ngay sau đó là tờ Wekelijcke Tijdinghen, một tờ báo không minh họa với định dạng rút gọn tồn tại cho đến năm 1632.
Các tờ báo của Verhoeven đều ghi lại thập kỷ đầu tiên của Chiến tranh Ba mươi năm và giai đoạn thứ hai của Chiến tranh Tám mươi năm từ góc độ biên tập thân Công giáo và thân Habsburg.